# Sonsfeldsches Bruch, Hagener Meer und Düne
Sonsfeldsche Bruch, Hagener Meer und Duene ist ein rund 48 ha großes Naturschutzgebiet auf dem Gebiet der Stadt Rees im Ortsteil Haldern im Kreis Kleve in Nordrhein-Westfalen.
Das Naturschutzgebiet Sonsfeldsches Bruch, Hagener Meer und Düne liegt östlich von Rees an der Grenze zum Kreis Wesel. In nördlicher Richtung liegt das Schloss Sonsfeld, südlich das Schloss Bellinghoven. Das Naturschutzgebiet grenzt an das Naturschutzgebiet Haffensche Landwehr-Sonsfeldsche Weiden an und wurde 1992 unter Schutz gestellt und sein Schutzzweck ist der Erhalt des Rheinaltwassers einschließlich des begleitenden Uferlandbereiches sowie eines Binnendünenrestes im Norden des Gebietes.
Bedeutsame Biotoptypen sind das Hagener Meer selbst sowie Bruchwald und der erwähnte Dünenrest. Das Altwasser zeichnet sich durch gut ausgebildete, großflächige Schwimmblatt-Gesellschaften und eine vielfältige Röhrichtvegetation aus. Als besondere Arten wachsen hier das Fluss-Greiskraut (Senecio sarracenicus), die Weiße Seerose (Nuphar alba) und der Froschbiss (Hydrocharis morsus-ranae), die in Nordrhein-Westfalen alle gefährdet sind.
Auf dem Dünenrest haben sich bis heute einige trockenheitstolerante Arten gehalten, die in Nordrhein-Westfalen gefährdet sind, wie die Frühlings-Haferschmiele (Aira praecox), die Sand-Segge (Carex anrenaria), der Frühlings-Spark (Spergula morisonii) oder der Bauernsenf (Teesdalia nudicaulis). Da die schutzwürdige Dünenvegetation und Sandfauna auf volle Besonnung angewiesen sind, sind regelmäßige Pflegemaßnahmen notwendig, bei denen die beschattenden Gehölze entfernt werden.
Das Naturschutzgebiet Sonsfeldsches Bruch, Hagener Merr und Düne wird derzeit (2019) durch Johanna Dohle vom Naturschutzzentrum Kleve betreut.

## Schutzziele
Die Festsetzung erfolgt zur Bewahrung und Wiederherstellung eines günstigen Erhaltungszustandes der natürlichen Lebensräume von gemeinschaftlichem Interesse.
Zu schützende Pflanzenarten:
- Aehren-Tausendblatt (Myriophyllum spicatum)
- Asch-Weide (Salix cinerea subsp. cinerea)
- Behaarte Segge (Carex hirta)
- Berg-Ulme (Ulmus glabra)
- Bittersuesser Nachtschatten (Solanum dulcamara)
- Brennender Hahnenfuss (Ranunculus flammula (subsp. flammula))
- Echtes Maedesuess (Filipendula ulmaria (subsp. ulmaria))
- Eingriffeliger Weissdorn (Crataegus monogyna)
- Esche (Fraxinus excelsior (subsp. excelsior))
- Flatter-Binse (Juncus effusus (subsp. effusus))
- Flutender Schwaden (Glyceria fluitans)
- Gelbe Schwertlilie (Iris pseudacorus)
- Gelbe Teichrose (Nuphar lutea)
- Gemeine Braunelle (Prunella vulgaris)
- Gemeine Waldsimse (Scirpus sylvaticus)
- Gemeiner Beinwell (Symphytum officinale)
- Gemeiner Blutweiderich (Lythrum salicaria)
- Gemeiner Froschloeffel (Alisma plantago-aquatica)
- Glieder-Binse (Juncus articulatus (subsp. articulatus))
- Gruene Teichbinse (Schoenoplectus lacustris)
- Haselnuss (Corylus avellana)
- Kanadische Pappel (Populus canadensis (P. deltoides x nigra))
- Kanadische Wasserpest (Elodea canadensis)
- Kleine Wasserlinse (Lemna minor)
- Knick-Fuchsschwanz (Alopecurus geniculatus)
- Krauses Laichkraut (Potamogeton crispus)
- Kuckucks-Lichtnelke (Lychnis flos-cuculi (subsp. flos-cuculi))
- Pappel unbestimmt (Populus spec.)
- Robinie (Robinia pseudoacacia)
- Rohr-Glanzgras (Phalaris arundinacea (subsp. arundinacea))
- Sand-Birke (Betula pendula)
- Schilf (Phragmites australis (subsp. australis))
- Schlank-Segge (Carex acuta)
- Schwarz-Erle (Alnus glutinosa)
- Schwarzer Holunder (Sambucus nigra)
- Seekanne (Nymphoides peltata)
- Silber-Weide (Salix alba (subsp. alba))
- Stiel-Eiche (Quercus robur (subsp. robur))
- Sumpf-Dotterblume (Caltha palustris)
- Sumpf-Schafgarbe (Achillea ptarmica)
- Sumpf-Vergissmeinnicht (Myosotis scorpioides)
- Sumpf-Ziest (Stachys palustris)
- Ufer-Wolfstrapp (Lycopus europaeus)
- Wald-Kiefer (Pinus sylvestris)
- Wasser-Minze (Mentha aquatica)
- Wasser-Schwaden (Glyceria maxima)
- Wasserdost (Eupatorium cannabinum (subsp. cannabinum))
- Wasserpfeffer-Knoeterich (Persicaria hydropiper)
- Weide unbestimmt (Salix spec.)
- Weisse Seerose (Nymphaea alba)
- Weissklee (Trifolium repens (subsp. repens))
- Wiesen-Schaumkraut (Cardamine pratensis var. pratensis)
- Wolliges Honiggras (Holcus lanatus)

Besonders geschützte Fischarten:
- Maifisch (Alosa alosa)
- Rapfen (Aspius aspius)
- Steinbeißer (Cobitis tenia)
- Groppe (Cottus gobio)
- Weißflossengründling (Gobio albipinnatus)
- Flussneunauge (Lampetra fluviatilis)
- Meerneunauge (Petromyzon marinus)
- Bitterling (Rhodeus sericeus amarus)
- Lachs (Salmo salar) (nur im Süßwasser)

Geschützte Vogelarten
- Rohrweihe (Circus aeruginosus)
- Wachtelkönig (Crex crex)
- Blaukehlchen (Luscinia svecica)
- Zwergsäger (Mergus albellus)
- Kampfläufer (Philomachus pugnax)
- Goldregenpfeifer (Pluvialis apricaria)
- Bruchwasserläufer (Tringa glareola)
- Eisvogel (Alcedo atthis)
- Weißwangengans (Branta leucopsis)
- Trauerseeschwalbe (Chlidonias niger)
- Flussseeschwalbe (Sterna hirundo)
- Kornweihe (Circus cyaneus)
- Weißstorch (Ciconia ciconia)
- Singschwan (Cygnus cygnus)
- Zwergschwan (Cygnus columbianus bewickii)

Geschützte Zugvögel:
- Teichrohrsänger (Acrocephalus scirpaceus)
- Löffelente (Anas clypeata)
- Krickente (Anas crecca)
- Pfeifente (Anas penelope)
- Knäkente (Anas querquedula)
- Schnatterente (Anas strepera)
- Blässgans (Anser albifrons)
- Waldsaatgans (Anser fabalis)
- Wiesenpieper (Anthus pratensis)
- Flussregenpfeifer (Charadrius dubius)
- Bekassine (Gallinago gallinago)
- Uferschnepfe (Limosa limosa)
- Nachtigall (Luscinia megarhynchos)
- Gänsesäger (Mergus merganser)
- Großer Brachvogel (Numenius arquata)
- Pirol (Oriolus oriolus)
- Schwarzkehlchen (Saxicola torquata)
- Rotschenkel (Tringa totanus)
- Kiebitz (Vanellus vanellus)
- Waldwasserläufer (Tringa ochropus)
- Braunkehlchen (Saxicola rubetra)
- Grünschenkel (Tringa nebularia)
- Spießente (Anas acuta)